# Henry Colville Barclay Wemyss
Sir Henry Colville Barclay Wemyss KCB KBE DSO MC, britanski general in vojaški ataše, * 1891, † 1959.
10. junija 1940 je zamenjal generala Roberta Gordon-Finlaysona na položaju Generaladjutanta pri silah. Ta položaj je zasedal vse do 3. junija 1941, ko je postal Vodja misije Britanske kopenske vojske v Washingtonu, D.C.; januarja 1942 ga je zamenjal general Sir John Dill. Do konca vojna je bil nato vojaški sekretar pri državnem sekretarju za vojno.